# スーパーマン (1978年の映画)
『スーパーマン』（Superman）は、1978年のアメリカ合衆国・イギリスのスーパーヒーロー映画。監督はリチャード・ドナー、出演はクリストファー・リーヴ、マーゴット・キダー、マーロン・ブランド、ジーン・ハックマンなど。ジョー・シャスターとジェリー・シーゲルによるアメリカン・コミック作品『スーパーマン』を原作としている。
キャッチコピーは「You'll Believe a Man Can Fly.」、日本でのキャッチコピーは「あなたも空を翔べる!」
1999年に再公開が企画され、ドナー監督が1978年公開時にカットしたシーンを追加・再編集し、ディレクターズ・カットとなって2000年に公開された。

## 概要
クリストファー・リーヴ主演シリーズ4作品の第1作。映画冒頭では1938年のアクション・コミックスが映し出され、コミックの世界から実写に移り変わる様子が演出されている。
故郷の惑星クリプトン星から少年時代を過ごした田舎町スモールヴィル、そしてデイリー・プラネット社の記者クラーク・ケント/スーパーマンとして活躍する都市メトロポリスの3幕構成になっており、スーパーマンの誕生から宿敵レックス・ルーサーとの対決までを描いている。
1978年度全米年間興行収入ランキングでは『グリース』に次いで2位、世界的にヒットし、続編も3作製作された。しかし、日本では宣伝費に史上最高の6億円を掛け、興行成績が配給収入28億円で1979年度洋画1位となったものの、諸外国の興行成績と比較すると予想を下回る期待外れに終わった。

## ストーリー
地球から遠く離れ、優れた科学文明を持つ惑星クリプトンでは、クリプトン高等評議会の一員で科学者のジョー・エルが、犯罪者ゾッド将軍、ノン、アーサにファントムゾーン送りの判決を下す。彼はまた、評議会に対し、クリプトン星は爆発する赤色超巨星の太陽によって破壊されるだろうと警告したが、評議会は彼の懸念に取り合わなかった。そればかりでなく、混乱防止のためジョー・エルの家族が惑星外へ出ることも禁じられてしまう。ジョー・エルと妻のララは、惑星が破壊される前に赤ん坊の息子カル・エルだけでも迫りくる悲劇から救い出そうと宇宙船に乗せ、遥か彼方の惑星、地球へ向け脱出させた。その直後、クリプトンの太陽がついに寿命を迎えて大爆発、惑星クリプトンは崩壊してしまった。
カル・エルを乗せた宇宙船は超高速で飛行し、彼が3歳になった頃にカンザス州スモールビル近くに着陸する。そこを通りかかったジョナサンとマーサのケント夫妻はカル・エルがトラックの後部を地面から持ち上げるのを見て驚くが、彼を養子にしてクラークと名付けた。夫妻の愛情を受けて育ったクラークは高校生に成長するが、超人的な能力を隠さなければならない故に友達に恵まれず、彼は孤独だった。養父ジョナサンは特殊な能力には「何か目的があるはずだ」と、悩むクラークを慰める。
しかしジョナサンは突然の心不全で死んでしまい、悲しみに打ちひしがれるクラークは、納屋の地下に宇宙船の残骸と緑に輝く不思議な結晶を発見する。そのクリスタルに導かれ、彼は家を出ることにする。
北極に到着したクラークが結晶を投げると、クリプトン星での設計を反映した「孤独の要塞」が現れ、そこでジョー・エルのホログラムから自分の正体や様々なことを学ぶ。ジョー・エルはクリプトン人が地球では超人的な能力を持つことを予見し、クラークことカル・エルが正義の使者となるよう導くのであった。
そして12年が経過、クラークはメトロポリスに向かい、デイリー・プラネット新聞社の社員となる。平凡な新聞記者クラーク・ケントと、超人的な力を持ち正義のために戦うスーパーマン、2つの顔を持つ生活が始まった。
クラークは同僚のロイス・レーンに惹かれるようになる。彼女をヘリコプターの事故から救った後、彼は自分の力を公のために使用し、すぐに「マントを着た驚異」として有名になる。デイリー・プラネット紙の編集主幹、ペリー・ホワイトは、この新しいヒーローに関する情報を集めろと指示を出す。クラークはロイスを訪ね、スーパーマンに変身し、彼女を空中散歩に連れ出し、彼女は彼を「スーパーマン」と名付ける。
犯罪の巨魁レックス・ルーサーは、陸軍・海軍合同のミサイル実験が行われることを察知し、ミサイルのプログラムを改変し、サンアンドレアス断層を狙う計画を立てるが、ミサイルの1つはドジな助手オーティスによって誤誘導されてしまう。スーパーマンの介入を疑ったレックスは、スーパーマンにとって致命的なクリプトン隕石を発見する。オーティスとガールフレンドのイブ・テシュマッカーと共に、レックスはクリプトン隕石を手に入れ、スーパーマンを拘束し、アメリカ西部を海に沈め、彼が所有する砂漠地帯を最高の海岸線にする計画を明らかにする。彼はクリプトナイトとして知られる隕石を使ってスーパーマンを弱らせ、誤誘導されたミサイルがニュージャージー州ハッケンサックに向かっていることを知らせる。
ハッケンサックにいる母親の身を案じたテシュマッカーは、スーパーマンを解放し、何より先にそのミサイルを止めるように頼む。彼はミサイルを宇宙に向けることが出来たが、もう1つのミサイルは捕獲出来ず、それがカリフォルニアで激しい地震を引き起こし、金門橋やフーバーダムなどが危険に曝される。スーパーマンは断層を修復して大惨事を防ぐ。
スーパーマンが他の人たちを救出する中、ロイスは余震で車に閉じ込められ、救出される前に窒息死してしまう。ロイスを救えなかったことに取り乱したスーパーマンは、歴史改変を禁ずるジョー・エルの警告を無視する。「何か目的があるはずだ」とのジョナサンの言に耳を傾け、彼はロイスの死とミサイルによる破壊を防ぐべく地球の周りをぐるぐる回って飛び、地球の自転ばかりか時間をも巻き戻すことに成功する。西海岸を救った後、彼はルーサーとオーティスを投獄し、日の出に向かって飛び立つ。

## キャスト
| 役名                          | 俳優                   | 日本語吹き替え                                                                                                   | 日本語吹き替え | 日本語吹き替え |
| 役名                          | 俳優                   | テレビ朝日版1 （吹替補完版）                                                                                     | テレビ朝日版2 | 機内上映版     |
| ----------------------------- | ---------------------- | --- | --- | -------------- |
| スーパーマン クラーク・ケント | クリストファー・リーヴ | 佐々木功 | 東地宏樹 | 大平透         |
| ロイス・レーン                | マーゴット・キダー     | 中原理恵 （小林さやか）                                                                                          | 岡寛恵 | 小原乃梨子     |
| ジョー＝エル                  | マーロン・ブランド     | 大平透 | 小川真司 |                |
| レックス・ルーサー            | ジーン・ハックマン     | 小池朝雄 （菅生隆之）                                                                                            | 銀河万丈 |                |
| オーティス                    | ネッド・ビーティ       | 神山卓三 （田中英樹）                                                                                            | 後藤哲夫 |                |
| イヴ・テッシュマッカー        | ヴァレリー・ペリン     | 小原乃梨子 | 雨蘭咲木子 |                |
| ジミー・オルセン              | マーク・マクルーア     | 古谷徹 | 石井揮之 |                |
| ペリー・ホワイト              | ジャッキー・クーパー   | 近石真介 | 青野武 |                |
| ジョナサン・ケント            | グレン・フォード       | 内田稔 | 稲垣隆史 |                |
| マーサ・ケント                | フィリス・サクスター   | 近藤多佳子 | 久保田民絵 |                |
| ララ                          | スザンナ・ヨーク       | 沢田敏子 | |                |
| 最長老                        | トレヴァー・ハワード   | 大久保正信 （小島敏彦）                                                                                          | 登場シーンカット |                |
| ボンド・アー                  | マリア・シェル         | 島美弥子 | 登場シーンカット |                |
| ゾッド将軍                    | テレンス・スタンプ     | 寺島幹夫 （梶雅人）                                                                                              | 登場シーンカット |                |
| アーサ                        | サラ・ダグラス         | 榊原良子 | 登場シーンカット |                |
| ノン                          | ジャック・オハローラン | 安田隆 | 登場シーンカット |                |
| 少年時代のクラーク・ケント    | ジェフ・イースト       | 堀秀行 | 坂詰貴之 |                |
| 2番目の長老                   | ハリー・アンドリュース | 島香裕 | |                |
| ラナ・ラング                  | ダイアン・シェリー     | 戸田恵子 | |                |
| 強盗                          | ウェストン・ギャビン   | 飯塚昭三 | |                |
| 少佐                          | ラリー・ハグマン       | 阪脩 | |                |
| ヘイリー軍曹                  | ポール・テュルペ       | 秋元羊介 | |                |
| ムーニー                      | ジョージ・ハリス2世    | 嶋俊介 | |                |
| 不明 その他                   |                        | 小滝進 大塚芳忠 塚田正昭 たてかべ和也 池田勝 片岡みえ 内藤由子 吹替補完版 藤田彩 前田一世 西村太佑 古屋家臣 関雄 | 檀臣幸 中博史 谷昌樹 かないみか 石井隆夫 木村雅史 弓場沙織 斉藤次郎 栗山浩一 田村聖子 白熊寛嗣 髙階俊嗣 泉裕子 駒谷昌男 大久保利洋 白石充 小宮山絵理 |                |

- テレビ朝日版1：初回放送1983年10月9日『日曜洋画劇場』20:00-22:48
  - 劇場公開版を吹替えたもの。ノーカット放送。ステレオ制作。
  - 視聴率は「日曜洋画劇場」歴代第1位の32.1％を記録[6]。
  - DVDボックス「スーパーマン アルティメット・コレクターズ・エディション」、Blu-rayボックス「スーパーマン モーション・ピクチャー・アンソロジー」および劇場版Blu-rayに、再放送時の短縮版音源（正味113分）[注釈 3]が収録。
- テレビ朝日版1・吹替補完版：初回放送2014年8月16日 WOWOW『土曜吹替劇場』
  - ディレクターズ・カット版を吹替えたもの。ノーカット放送。
  - 上記の短縮版音源を基に、カットされた部分とディレクターズ・カット版のシーン（合計39分）を追加録音して放送された[6]。なお、故人など一部の声優は代役が立てられた。
- テレビ朝日新版：初回放送2006年8月20日『日曜洋画劇場』21:00-23:14
  - ディレクターズ・カット版を吹替えたもの。正味112分。
- 機内上映版：JALの機内上映に使用。

## スタッフ
- 製作総指揮：イリヤ・サルキンド
- 製作：ピエール・スペングラー（英語版）
- 監督：リチャード・ドナー
- 脚本：マリオ・プーゾ＆デヴィッド・ニューマン＆レスリー・ニューマン＆ロバート・ベントン
- 編集：スチュワート・ベアード
- 撮影：ジェフリー・アンスワース
- 美術：ジョン・バリー（英語版）
- 特殊効果：コリン・チルバーズ
- 音楽：ジョン・ウィリアムズ[7]

### 日本語版
- 字幕翻訳：高瀬鎮夫

| 吹き替え       | テレビ朝日版1 （吹替補完版）  | テレビ朝日版2    | 機内上映版 |
| -------------- | ----------------------------- | ---------------- | ---------- |
| 演出           | 佐藤敏夫                      | 伊達康将         |            |
| 翻訳           | 木原たけし （伊藤里香）       | 木原たけし       |            |
| 調整           | 前田仁信                      | 高久孝雄         |            |
| 効果           | 遠藤堯雄 桜井俊哉             | サウンドボックス |            |
| 選曲           | 東上別符精                    | N/A              |            |
| プロデューサー | 圓井一夫                      |                  |            |
| 制作           | 東北新社 （ブロードメディア） | 東北新社         |            |
| 制作           | テレビ朝日                    | テレビ朝日       | 日本航空   |

## 作品解説

### 配役・演出
トップクレジットであり、ジョー役のマーロン・ブランドは冒頭十数分の出演であったにもかかわらず、ギャラは主役のクリストファー・リーヴの25万ドルの10倍以上である300万ドルであった。また、ブランドは下を向いているシーンが多かったが、これはいつものようにブランドが台本を覚えてこなかったため、スタッフがそこかしこのセットに、ブランド専用のカンニングペーパーをセットしていた。その上セットだけではなく、赤ちゃんだった頃のカル＝エルのオムツにも台詞が書かれていたという。
リーヴはタイトルロールを演じたにもかかわらず、タイトル前のクレジットで名前が出ない。出たのはすでにスター俳優であったマーロン・ブランドとジーン・ハックマンである。
クラークの学生時代を演じたのはジェフ・イーストだが、台詞は全てリーヴによって吹き替えられており、鼻にも特殊メイクが施されている。
汽車に乗った幼いロイスの両親を演じているのは、1948年の劇場作品でスーパーマンを演じたカーク・アレンと、同じくロイスを演じたノエル・ニール。ノエル・ニールは50年代のジョージ・リーヴス主演のTVシリーズにもロイス役で出演し、2006年公開の『スーパーマン リターンズ』ではルーサーに財産を騙し取られる富豪役としてカメオ出演している。
本作ラストにおけるスーパーマンがロイスのためにとった行動は、本来は続編である『II』のラスト用に考えられたものであり、当初の予定では宇宙に打ち上げられた核ミサイルが爆発し、ファントム・ゾーンに閉じ込められていたゾッド将軍らが解放されるというものだった。
本作は企画段階でガイ・ハミルトン監督、オーティス役にピーター・ボイルを予定していたが、何れも降板した。

### ディレクターズ・カット
2000年にディレクターズ・カット版が公開された。その際フィルムの修復が行われたが、映像より音声の劣化が著しく、音響効果は一新されている。

### 続編
本作製作の時点で次作『スーパーマンII/冒険篇』の製作が決定しており、冒頭で次作の敵であるゾッド将軍らが登場している。
2006年の『スーパーマン リターンズ』は本作および『スーパーマンII/冒険篇』の続編となっており、2004年に死去したマーロン・ブランド演ずるジョー＝エルをCGで再現している。

## 評価
Rotten Tomatoesによれば、74件の評論のうち高評価は93%にあたる69件で、平均点は10点満点中8.1点、批評家の一致した見解は「『スーパーマン』はユーモアと重厚感を巧みに融合させ、完璧なキャスティングであるクリストファー・リーヴを生かして、アメリカのポップカルチャー・アイコンに愛情のこもったノスタルジックな賛辞を贈る作品である。」となっている。
Metacriticによれば、20件の評論のうち、高評価は16件、賛否混在は4件、低評価はなく、平均点は100点満点中81点となっている。

## 受賞
- 1978年度アカデミー特別業績賞（視覚効果）
- 1979年度ヒューゴー賞最優秀映像作品賞
- 1979年度サターン賞SF映画賞、特殊効果賞、プロダクションデザイン賞、音楽賞、主演女優賞

## 書籍

### ムック
- ヤング・アイドル・ナウ/スーパーマン
  - 勁文社、1979年5月25日発行。

- ロードショー特別編集『スーパーマン』
  - 集英社、1979年7月10日発行。ASIN B000J8E4TQ

### 小説
- 『原作 スーパーマン』　エリオット・マッギン著、手塚治虫訳　講談社（1979年6月12日）　ASIN B000J8GFPW
  - 映画版の写真を表紙に使用しているがノベライズではなく、70年代当時の原作コミックの設定に基づいたオリジナルストーリー。

### コミック
- Superman '78
  - 映画シリーズから地続きのストーリーを描いたアメリカン・コミックス。時系列はスーパーマンIIとスーパーマンIIIの間となる。2021年に全6話のリミテッド・シリーズとして出版された。
  - 2025年7月11日にフェーズシックス出版より日本語翻訳版『スーパーマン'78』が発売。ISBN 978-4911348215
- Superman '78: The Metal Curtain
  - 上記作品の続編として2023年より全6号がリリース。

## その他
- ロイスとクラークがデイリー・プラネット社出入り口の回転ドアを通過する場面で、ドアのガラスに監督のリチャード・ドナーの姿が反射して写っている。
- 本作のフーヴァーダム決壊から洪水をせき止めるまでの特撮シーンは、1982年のTVドラマシリーズ『ナイトライダー』第1シーズン第7話「命をつなぐ水 渓谷の水を守りぬけ! (Not a Drop to Drink)」に流用されている。日本ではテレビ未放映だったが、地上波放送終了から28年経ってリマスター版ブルーレイBOXのために吹替え版が製作された。マイケル・ナイト役で再登板した佐々木功（ささきいさお）は二つの異なる役柄・異なる作品で洪水を防ぐ同じ場面を見届ける事になった。
- 「孤独の要塞」では無数のクリスタルがクリプトン星と共に散ったスーパーマンの両親のメッセージを伝えるほか、教育用ビデオとしての役割も果たす。2019年マイクロソフト社は現実にクリスタルに映像と音声を記録／再生する事に成功した。縦横75mm・厚さ2mmの石英ガラス板の分子を赤外線レーザーで変成させ、摩耗部品が無い75.6GBの固体ストレージとして利用する"Project Sillica"の一環で、その際映画の入出力の実験で用いられたのが本作であった。